# Liste flämischer Schriftsteller
Diese Liste zählt flämische Schriftsteller auf.

## A
- Jef Aerts (* 1972)
- Ish Ait Hamou (* 1987)
- Piet van Aken (1920–1984)
- Hilaire Allaeys (1873–1934)
- Marc van Alstein (* 1974)
- Johan Anthierens (1937–2000)
- Pieter Aspe (1953–2021)
- Fikry El Azzouzi (* 1978)

## B
- Lode Baekelmans (1879–1965)
- Johan Ballegeer (1927–2006)
- Griet Op de Beeck (* 1973)
- Jan Van Beers (1821–1888)
- Marc de Bel (* 1954)
- Maria Belpaire (1853–1948)
- Jean-Marie Berckmans (1953–2008)
- Aster Berkhof (* 1920)
- Philipp Blommaert (1809–1871)
- Louis Paul Boon (1912–1979)
- F. R. Boschvogel (1902–1994)
- Stefan Brijs (* 1969)
- Walter van den Broeck (* 1941)
- Diane Broeckhoven (* 1946)
- Herman Brusselmans (* 1957)
- Cyriel Buysse (1859–1932)
- Leonard Buyst (1847–1918)

## C
- Karel Callebert (1837–1900)
- Ernest Claes (1885–1968)
- Paul Claes (* 1943)
- Hugo Claus (1929–2008)
- Hendrik Conscience (1812–1883)
- Theophiel Coopman (1852–1915)
- Mireille Cottenje (1933–2006)

## D
- Geertrui Daem (* 1952)
- Johan Daisne (Herman Thiery) (1912–1978)
- Jan van Daleden (um 1460 – 1522)
- Lieven De Cauter (* 1959)
- Josef De Cock (1877–1944)
- Herman De Coninck (1944–1997)
- Saskia De Coster (* 1976)
- Rosine De Dijn (* 1941)
- Patricia De Landtsheer (* 1952)
- Patricia De Martelaere (1957–2009)
- Paul De Mont (1895–1950)
- Jorge De Pauw (* 1952)
- Filip De Pillecyn (1891–1962)
- Luc Deflo (1958–2018)
- Bram Dehouck (* 1978)
- Ary Delen (1883–1960)
- André Demedts (1906–1992)
- Rita Demeester (1946–1993)
- Valère Depauw (1912–1994)
- Bernard Dewulf (1960–2021)
- Maurice D’Haese (1919–1981)
- Jaak Dreesen (* 1934)
- Gaston Durnez (1928–2019)

## E
- Constant Eeckels (1879–1955)
- Willem Elsschot (1882–1960)
- Gerda van Erkel (* 1954)

## F
- Ed Frank (* 1941)
- Jules Frère (1881–1937)

## G
- Jef Geeraerts (1930–2015)
- Guido Gezelle (1830–1899)
- Marnix Gijsen (1899–1984)
- Maurice Gilliams (1900–1982)
- Jo Gisekin (Leentje Vandemeulebroecke) (* 1942)
- Luuk Gruwez (* 1953)

## H
- Mel Hartman (* 1972)
- Kristien Hemmerechts (* 1955)
- Hendrik Herp (um 1400/10 – 1477/78)
- Stefan Hertmans (* 1951)
- Guido van Heulendonk (* 1951)
- Emanuel Hiel (1834–1899)
- Pol Hoste (* 1947)

## I
- Geert van Istendael (* 1947)

## J
- Alfons Jeurissen (1874–1925)
- Karel Jonckhere (1906–1993)

## K
- Paul Kempeneers (* 1935)
- Paul Kenis (1885–1934)
- Petrus Frans van Kerckhoven (1818–1857)
- Paul Koeck (* 1940)
- Raymundus Joannes de Kremer (1887–1964)
- Paul Kustermans (* 1936)
- Eric de Kuyper (* 1942)

## L
- Gie Laenen (* 1944)
- Patrick Lagrou
- Hubert Lampo (1920–2006)
- Rachida Lamrabet (* 1970)
- Prosper van Langendonck (1862–1920)
- Tom Lanoye (* 1958)
- Patrick Lateur (* 1949)
- Charles Van Lerberghe (1861–1907)
- Virginie Loveling (1836–1923)

## M
- Jacob van Maerlant (um 1225 – um 1299)
- Maurice Maeterlinck (1862–1949)
- Bob Mendes (1928–2021)
- Paul Mennes (* 1967)
- Annik Meulemans
- Ivo Michiels (1923–2012)
- Richard Minne (1891–1965)
- Wies Moens (1898–1982)
- Bart Moeyaert (* 1964)
- Pol de Mont (1857–1931)
- Els Moors (* 1976)
- Erwin Mortier (* 1965)

## N
- Alice Nahon (1896–1933)
- Jan van Nijlen (1884–1965)
- David Nolens (* 1973)
- Leonard Nolens (* 1947)
- Joris Note (* 1949)

## O
- Jeroen Olyslaegers (* 1967)
- Paul van Ostaijen (1896–1928)

## P
- Monika van Paemel (* 1945)
- Elvis Peeters (* 1957)
- Koen Peeters (* 1959)
- Bert Peleman (1915–1995)
- Yves Petry (* 1967)
- Maria Petyt (1623–1677)
- Leo Pleysier (* 1945)
- Anne Provoost (* 1964)

## R
- Hugo Raes (1929–2013)
- Brigitte Raskin (* 1947)
- David Van Reybrouck (* 1971)
- Léonce Reypens (1884–1972)
- Albrecht Rodenbach (1856–1880)
- Georges Rodenbach (1855–1898)
- Pjeroo Roobjee (* 1945)
- Maria Rosseels (1916–2005)
- Jan van Ruusbroec (Jan van Ruysbroek) (1293–1381)
- Ward Ruyslinck (Raymond de Belser) (* 1929)

## S
- Maurits Sabbe (1873–1938)
- Alice Sax (* 1984)
- Clem Schouwenaars (1932–1993)
- Karel Sergen (* 1954)
- August Snieders (1825–1904)
- Paul Snoek (1933–1991)
- Felix Sperans (* 1944)
- Lize Spit (* 1988)
- Marita de Sterck (* 1955)
- Stijn Streuvels (1871–1969)
- Michiel de Swaen (1654–1707)

## T
- Herman Teirlinck (1879–1967)
- Peter Terrin (* 1968)
- Hilarion Thans (1884–1963)
- Jeroen Theunissen (* 1977)
- Anton Thiry (1888–1954)
- Felix Timmermans (1886–1947)
- Lia Timmermans (1920–2002)
- Julia Tulkens (1902–1995)

## V
- Charlotte Van den Broeck (* 1991)
- Jan A. Van Droogenbroeck (1835–1902)
- Hippoliet Van Peene (1811–1864)
- Jos Vandeloo (* 1925)
- Kamiel Vanhole (1954–2008)
- Christophe Vekeman (* 1972)
- Annelies Verbeke (* 1976)
- Paul Verhaeghen (* 1965)
- Émile Verhaeren (1855–1916)
- Peter Verhelst (* 1962)
- Dimitri Verhulst (* 1972)
- Raf Verhulst (1866–1941)
- Leopold Vermeiren (1914–2005)
- John Vermeulen (1941–2009)
- August Vermeylen (1872–1945)
- Eriek Verpale (* 1925)
- Hugo Verriest (1840–1922)
- Cyriel Verschaeve (1874–1949)
- Eddy van Vliet (1942–2002)

## W
- Gerard Walschap (1898–1989)
- Omer Wattez (1857–1935)
- Jan van den Weghe (1920–1988)
- Anton van Wilderode (1918–1998)
- Jan Frans Willem (1793–1846)
- Karel van de Woestijne (1878–1929)